# تجرد از عالم محسوسات
پراتیاهارا (به انگلیسی: Pratyahara) پنجمین اصل از اصول هشتگانه یا آشتانگا یوگا می‌باشد که در اثر کهن پاتانجلی یعنی یوگا سوتراهایش اشاره شده‌است.
همچنین اولین مرحله از یوگای شش شاخه ای تانترا کالاچاکرا یا کالاکاکرای بوداییست؛ چیزی که به بازگیری یا عقب کشیدن حواس پنجگانه از اشیا خارجی اشاره دارد. این مرحله تا حدودی مشابه فاز انزوای فیزیکی است. برای پاتانجلی این پلی ست میان باحیرانگا یعنی جنبه‌های بیرونی یوگا یاما، نیاما، آسانا، پرانایاما و جنبه‌های درونی یعنی آنتارانگا یوگا.
پس از به فعلیت رساندن مرحله پرتیاهارا تمرین کننده می‌تواند به‌طور مؤثری در تمرینات سامیاما شرکت کند. در مرحله پراتیاهارا هوشیاری فرد درونی می‌شود تا حواس چشایی، لامسه، بینایی، شنوایی و بویایی تمرین کننده را نه به مغز بلکه به اصل بعد یعنی دارانا، دهیانا، و سامادی سوق دهد. هدف تمرینات یوگای پاتانجلی شناسایی پوروشا می‌باشد.

## واژه‌شناسی
پرتیاهارا از دو کلمه پراتی به معنای به سوی و آهارا یعنی گردآوری تشکیل شده‌است و با هم به معنای بررسی قدرت خروجی ذهن، رهایی از اسارت از حواس آهارا می‌باشد.
ویاسا در ارتباط ذهن و حواس می‌گوید: هنگامی که تموجات ذهنی منقطع می‌گردند حواس نیز مانند آنان منقطع می‌شوند. این است تجرد از عالم محسوسات.
پاتانجلی می‌گوید: به واسطهٔ حبس دم حجابی که روشنائی واقعیت را می‌پوشاند معدوم می‌گردد و ذهن استعداد خود را جهت تمرکز نیروی معنوی می‌نمایاند.
لفظ « «پراتیاهارا»» مرکب است از دو جزء «آهارا» یعنی برکشیدن و «پراتی» در مقابل یعنی تجرد از دنیای خارج، برکشیدن حواس از محسوسات یا انتزاع حواس.
میرچا الیاده در این باره می‌گوید: یوگی با اینکه از پدیده‌های عینی جدائی حاصل کرده، مع الوصف به مشاهدهٔ آنان ادامه می‌دهد، ولیکن این بار به جای آنکه آنها را به وسیلهٔ مراتب ذهنی (cittavṛtti) درک کند، مستقیماً به جوهر (tattva) کلیهٔ اشیاء پی می‌برد.

## انواع پراتیاهارا

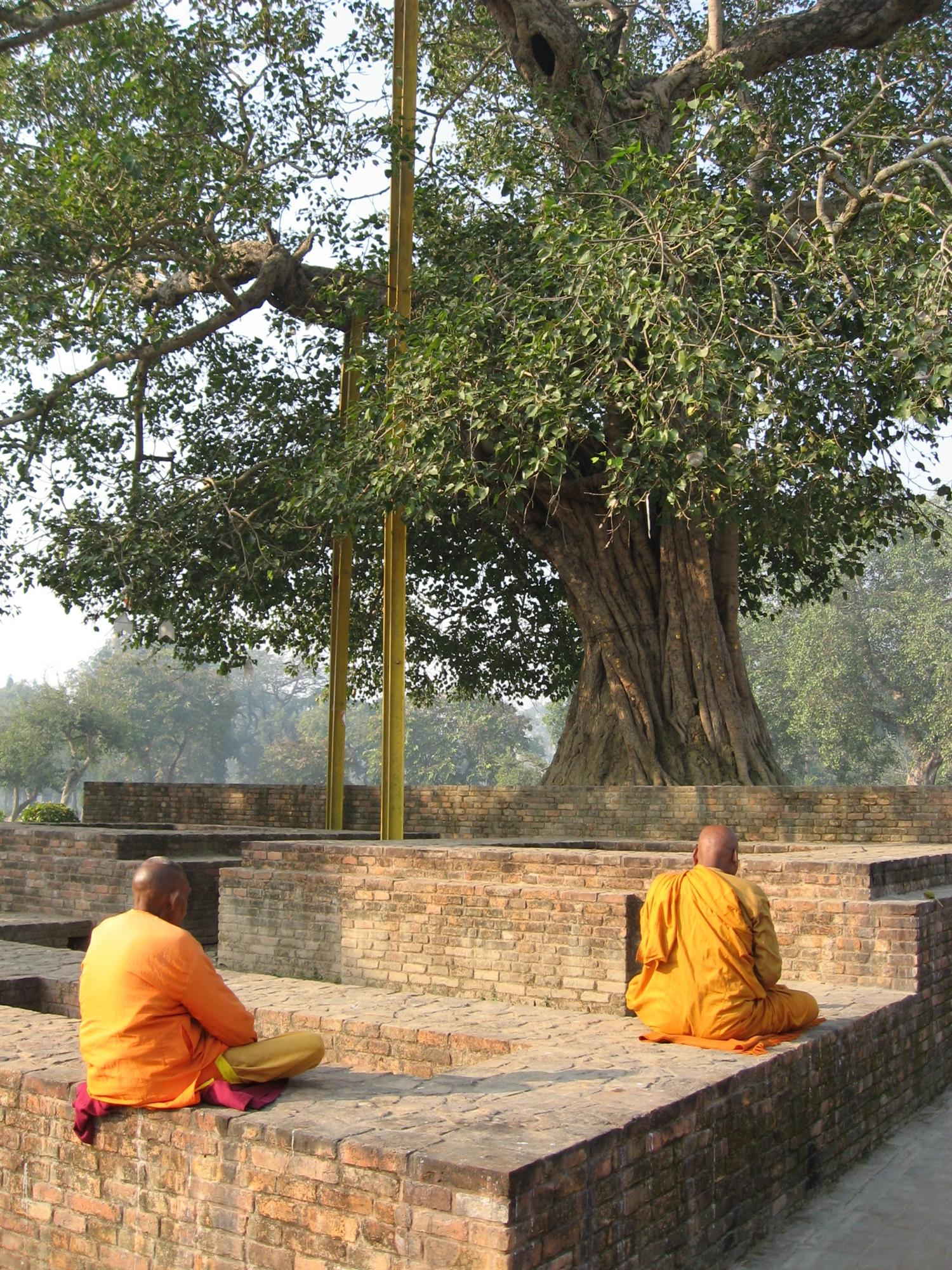
راهبان در حال مراقبه در زیر درخت آناندابودی در صومعه جتاوانا, Sravasti

### بازگیری حواس یا ایندریا پراتیاهارا
ایندریا پراتیاهارا شامل بازگیری حواس یا ورودی‌های حسی به درون وجود فیزیکی ما است که از حواس پنجگانه می‌آیند، یعنی اندام‌هایی که بار حسی ایجاد می‌کنند و از این رو مانع تمرکز ذهن می‌شوند. مانند دهارانا مرحله بعد از پراتیاهارا.
یکی از متداولترین تمرینات برای بازگرفتن حواس، سوق دادن توجه به سمت تنفس و مشاهده آن بدون تلاش برای کنترل است. چرا که ارتباط با حواس و محرک‌های بیرونی همگی به تدریج قطع می‌گردد.
روش دیگر تمرکز در وسط میان دو ابرو یا چاکرای چشم چشم است.
روش متداول دیگر این است که محرک‌های فیزیکی را کاهش دهید و سپس روی یک حس مانند شنوایی تمرکز کنید. ذهن تمایل طبیعی به پرسه زدن روی ورودی‌های حسی دارد. در چنین شرایطی به دلیل این که ورودی‌های حسی قابل توجهی وجود ندارد، زمانی که ذهن از شنیدن خسته می‌شود مجبور به معطوف شدن به درون دارد.
ممکن است از یک وضعیت مراقبه برای نشستن استفاده کرد؛ مانند پادماسانایا نیلوفر آبی و آن وضعیت را با کنترل تنفس؛ پرانایاما، کومباکا، ترکیب نمود و به تدریج با پیشرفت تمرین کننده، موضوعات درونی ظریف تری مورد توجه و تمرکز واقع شوند. در آغاز، موضوعات برای درک حسی بزرگ هستند و مستقیماً در دسترس، مانند نقاط تمرکز)
(دریشتی) که برای همراهی با تمارین آساناهای یوگا استفاده می‌شوند مانند فضای بین ابروها، نوک بینی، و ناف. سپس ممکن است موضوعات ظریف تری انتخاب شوند؛ چاکراها، همراه با خصوصیات آن‌ها، موقعیت، رنگ و تعداد گلبرگ‌ها.

### بازگیری پرانا یا پرانا پراتیاهارا
کنترل حواس نیازمند تسلط بر جریان پرانا است، زیرا کنترل پرانا حواس را به حرکت درمی‌آورد. برای جلوگیری از پراکندگی انرژی حیاتی ارزشمند بدن یا پرانا ما نیاز داریم تا جریان آن را کنترل و هماهنگ کنیم. این کار از طریق تمارین مختلف از جمله آوردن کل توجه روی نقطه ای از بدن انجام می‌گیرد.
این دو به نوع دیگری از پراتیاهارا منتهی می‌شوند؛ کنترل عمل یا کارما پراتیاهارا، که نه تنها مستلزم کنترل اندام‌های حرکتیست بلکه عمل یا کار راستین و کارما یوگاست؛ تسلیم هر عمل به خدا و انجام دادن آن. این منجر به شکل نهایی پراتیاهارا؛ عقب‌نشینی ذهن یا مانو پراتیاهارا می‌شود. و این نوع با کنار گذاشتن آگاهانه توجه از روی هر موضوعی که ناخوشایند است، و ذهن را پراکنده‌می‌سازد به واسطهٔ معطوف کردن ذهن از بیرون به درون میسر خواهد بود.